# Vasilios Xanthopoulos
Vasilios Xanthopoulos  (griechisch Βασίλης Ξανθόπουλος, * 29. April 1984 in Athen) ist ein ehemaliger griechischer Basketballspieler, der bei einer Körpergröße von 1,86 m auf der Position des Point Guard spielte.

## Karriere
Vasilios Xanthopoulos sammelte seine ersten Erfahrungen als Basketballspieler bei der Jugendabteilung von Olympiakos Piräus, in die er 1997, im Alter von 13 Jahren, eintrat. Vier Jahre später wechselte er 2001 zum ebenfalls in Piräus ansässigen Amateurverein Piraikos, wo er für eine Saison blieb. 2002 ging er zum Athener Erstligisten Niar Ist, wo er in zwei Jahren auf 50 Erstligaeinsätze kam und einen Schnitt von 6,6 Punkten vorweisen konnte. Im Sommer 2004 wechselte Xanthopoulos zum griechischen Rekordmeister Panathinaikos Athen, wo er auf Anhieb die Griechische Meisterschaft und den Pokal gewinnen konnte. Weil Xanthopoulos angesichts der großen Konkurrenz nur sporadisch zum Einsatz kam (neun Einsätze – 1,8 Punkte im Schnitt), wurde er für die Saison 2005/2006 an PAOK Thessaloniki ausgeliehen, um ihm die Möglichkeit zu geben, Spielpraxis zu sammeln. In der Saison 2006/2007 gehörte Xanthopoulos wieder zum Kader von Panathinaikos, wo ihm das Triple gelang. Über Stationen bei Panionios und  Panellinios wechselte er 2012 erneut zu Panathinaikos.

## Erfolge
- Griechischer Meister: 2005, 2007, 2013
- Griechischer Pokalsieger: 2005, 2007, 2013, 2018
- EuroLeague: 2007
- Champions League: 2018
- Intercontinental Cup: 2019
- U-21 Vize-Weltmeister: 2005
- Bronzemedaille bei der U-18 Europameisterschaft: 2002
- Bronzemedaille bei der U-19 Weltmeisterschaft: 2003

## Auszeichnungen
- Teilnahme an Europameisterschaften: 2011
- Teilnahme an der U-18 Europameisterschaften: 2002
- Teilnahme an der U-19 Weltmeisterschaften: 2005
- Teilnahme an der U-21 Weltmeisterschaften: 2005

| Personendaten    | Personendaten                                  |
| ---------------- | ---------------------------------------------- |
| NAME             | Xanthopoulos, Vasilios                         |
| ALTERNATIVNAMEN  | Xanthopoulos, Vasilis; Xanthopoulos, Vasileios |
| KURZBESCHREIBUNG | griechischer Basketballspieler                 |
| GEBURTSDATUM     | 29. April 1984                                 |
| GEBURTSORT       | Athen, Griechenland                            |